# British Home Championship 1901
British Home Championship 1901 – osiemnasta edycja turnieju piłki nożnej między reprezentacjami z Wielkiej Brytanii. Tytułu broniła Szkocja, ale straciła go na rzecz Anglii. Tym samym „Synowie Albionu” zostali pierwszymi zwycięzcami pucharu w XX wieku. Królami strzelców turnieju zostali Szkot Bob Hamilton oraz Anglik Steve Bloomer (po pięć bramek).

## Turniej
| 23 lutego 1901 | Szkocja · McMahon · Hamilton · Campbell · Russell | 11 : 0 | Irlandia | Celtic Park, Glasgow |
|                |                                                   |        |          |                      |

| 2 marca 1901 | Walia · Parry | 1 : 1 | Szkocja · Robertson | Racecourse Ground, Wrexham |
|              |               |       |                     |                            |

| 9 marca 1901 | Anglia · Crawshaw 9' · Foster 81' 83' | 3 : 0(1 : 0)Raport | Irlandia | The Dell, Southampton Widzów: 8000 Sędzia: Thomas Robertson |
|              |                                       |                    |          |                                                             |

| 18 marca 1901 | Anglia · Bloomer 38' 60' 71' 74' · Needham 51' (k) · Foster 72' | 6 : 0(1 : 0)Raport | Walia | St. James' Park, Newcastle Widzów: 11 000 Sędzia: Thomas Robertson |
|               |                                                                 |                    |       |                                                                    |

| 23 marca 1901 | Irlandia | 0 : 1 | Walia · Jones | Solitude Ground, Belfast |
|               |          |       |               |                          |

| 30 marca 1901 | Anglia · Blackburn 36' · Bloomer 80' | 2 : 2(1 : 0)Raport | Szkocja · Campbell 48' · Hamilton 75' | The Crystal Palace, Londyn Widzów: 18 520 Sędzia: James Torrans |
|               |                                      |                    |                                       |                                                                 |

## Tabela
| Msc. | Zespół   | M | W | R | P | Pkt+ | Pkt- | Pkt |
| ---- | -------- | - | - | - | - | ---- | ---- | --- |
| 1    | Anglia   | 3 | 2 | 1 | 0 | 11   | 2    | 5   |
| 2    | Szkocja  | 3 | 1 | 2 | 0 | 14   | 3    | 4   |
| 2    | Walia    | 3 | 1 | 1 | 1 | 2    | 7    | 3   |
| 4    | Irlandia | 3 | 0 | 0 | 3 | 0    | 15   | 0   |

## Strzelcy
5 goli
- Bob Hamilton
- Steve Bloomer

4 gole
- Sandy McMahon

3 gole
- John Campbell
- Tip Foster

1 gol
- David Russell
- Thomas Parry
- John Robertson
- Tommy Crawshaw
- Ernest Needham
- Owen Jones
- Fred Blackburn